# Барчаны
Барчаны, до ВОВ Борчаны (укр. Барчани) — посёлок в Манченковском поселковом совете Харьковского района Харьковской области Украины.
Код КОАТУУ — 6325157601. Население по переписи 2001 года составляет 478 (205/273 м/ж) человек.

## Географическое положение
Посёлок Барчаны находится недалеко от истоков рек Уды и Мерефа.
На расстоянии в 1,5 км расположены посёлки Санжары, Коваленки и город Люботин.
Рядом проходят автомобильная дорога М-03 (E 40) и железная дорога, станция Люботин-Западный.

## История
- 1750 — дата основания как села Барчаны. Село было основано купцом турецкого происхождения, а именно Давидом Барчаном.
- В 1940 году, перед ВОВ, в селе Борчаны были 94 двора и селекционная станция.[1]
- 1967 — изменён статус на посёлок Барчаны.